# Presidente Kubitschek
Presidente Kubitschek is een gemeente in de Braziliaanse deelstaat Minas Gerais. De gemeente telt 3.085 inwoners (schatting 2009).

## Aangrenzende gemeenten
De gemeente grenst aan  Conceição do Mato Dentro, Datas en Serro.
De naam verwijst naar Juscelino Kubitschek die president van Brazilië was van 1956 tot 1961.